# Dénousté
Dénousté (né en 1921, mort en 1948) est un étalon Arabe français de robe alezane, considéré comme l'un des meilleurs chevaux arabes de vitesse du XXe siècle.

## Histoire
Il naît le 8 mars 1921 dans le département des Landes, à l'élevage de Gaston Lalague situé sur la commune d'Uchacq.
Il est acquis pour la somme de 20 000 francs le 29 octobre 1924 par l'institution des haras nationaux, à un concours-achat organisé à Toulouse, alors « en état complet d’entraînement ». Il est envoyé au Haras national de Pau-Gelos le 5 décembre 1924, et y reste jusqu'à la fin de sa carrière de reproducteur, en 1948. Il meurt à l'âge de 27 ans, alors encore fécond et en bon état corporel.

## Description
Dénousté est un étalon de robe alezane, inscrit au stud-book de l'Arabe,. Il mesure 1,56 m à l'âge de trois ans.
Son modèle est très peu typique de celui du cheval arabe, et rappelle plutôt l'Anglo-arabe. Il est décrit au haras comme un « joli » cheval, doté d'un bon milieu, d'une épaule bien dirigée, compact et d'un dessus de bonne qualité. Sa croupe est large et trop rabattue, ce qui est considéré comme un défaut chez un cheval arabe.

## Origines
Sa généalogie a été reconstituée par la chercheuse et docteure en histoire Nicole de Blomac. Dénousté est un cheval arabe issu de souches françaises. Son père est l'étalon Latif, sa mère la jument Djaïma, par l'étalon Khouri,. Latif a été importé depuis l’Égypte en 1909, et était élevé par les tribus Sbaa et Fedhan. Sa mère Djaïma est née chez son éleveur en 1913, d'un étalon importé nommé Khouri, lignée Abayan.
Il provient en lignée basse de la jument importée Merjané.

## Descendance
Visualiser la lignée de Dénousté sous forme de graphe
En 1933, une inspection des haras le décrit comme un « chef de race ».
Dénousté est présent dans presque toutes les généalogies de l'Anglo-arabe français. Il a été très recherché par les éleveurs locaux.
Il figure notamment dans la généalogie de Norton d'Eole.